# 392728 Zdzislawlaczny
392728 Zdzislawlaczny este o planetă minoră (asteroid) din centura de asteroizi. A fost descoperită pe 21 august 2012 la  de Michał Żołnowski⁠(d). 
Obiectul prezintă o orbită caracterizată de o semiaxă mare de 2,8542760280587 UAi, o excentricitate de 0,11, o înclinație de 8,7 ° în raport cu ecliptica.